# Enrico Allorio
Enrico Allorio (Vercelli, 14 luglio 1914 – Milano, 20 aprile 1994) è stato un giurista italiano.

## Biografia
Laureatosi in giurisprudenza all'Università degli Studi di Milano nel 1934 con una tesi in diritto processuale civile, relatore Emilio Betti, fu assistente di quest'ultimo e di Francesco Carnelutti. Libero docente dal 1935, nel 1937 risultò vincitore del concorso alla cattedra di diritto processuale civile.
Insegnò alla facoltà di giurisprudenza dell'Università di Messina (1937-41), e poi in quella di Macerata. Chiamato all'Università di Padova nel 1941, dove insegnò fino al 1953 con una pausa durante il periodo bellico in cui fu volontario in Russia e poi deportato in Germania, ebbe per colleghi Giorgio Oppo, Francesco Santoro Passarelli, Walter Bigiavi, Carlo Esposito, Alberto Trabucchi, Giuseppe Bettiol, Enrico Guicciardi, Rolando Quadri e Norberto Bobbio, formando con essi un sodalizio che in molti casi si sviluppò nella Rivista di diritto civile, da lui fondata, e in Giurispudenza Italiana. Nel 1953 passò all'Università Cattolica del Sacro Cuore, presso la cui facoltà di giurisprudenza insegnò procedura penale e diritto tributario. Dal 1974 fino al collocamento fuori ruolo dieci anni più tardi tornò a insegnare diritto processuale civile alla Statale.
Seguace e prosecutore della scuola di pensiero di Carnelutti, con il quale tuttavia ebbe anche dei contrasti, il suo principale allievo, fin degli anni di insegnamento padovano, fu Aldo Attardi. I suoi principali allievi negli anni di insegnamento di diritto tributario sono stati Enrico De Mita, Gianfranco Gaffuri, Gaspare Falsitta, Francesco Tesauro, Mario Trimeloni e altri. Ebbe fino all'ultimo un intenso e decondo rapporto dialettico anche con professori molto più giovani (ad esempio Claudio Consolo, allievo di Attardi) e a volte appartenenti a scuole giuridiche opposte.   
Autore di numerose pubblicazioni, fra cui un trattato di diritto processuale tributario (1956), esercitò la professione forense e partecipò a numerose commissioni ministeriali di studio. Nel 1988 fu eletto socio dell'Accademia Nazionale dei Lincei.

## Opere principali
- La cosa giudicata rispetto ai terzi (1935)
- Il giuramento della parte (1937)
- Diritto processuale tributario (1942)
- Problemi di diritto, 3 volumi (Milano, 1957)

| Controllo di autorità | VIAF (EN) 28205262 · ISNI (EN) 0000 0000 5510 7535 · SBN CFIV094217 · LCCN (EN) no00071278 · GND (DE) 131527991 · BNE (ES) XX5373527 (data) · BNF (FR) cb12355407q (data) · CONOR.SI (SL) 135901283 |